# Johannes Hans Daniel Jensen

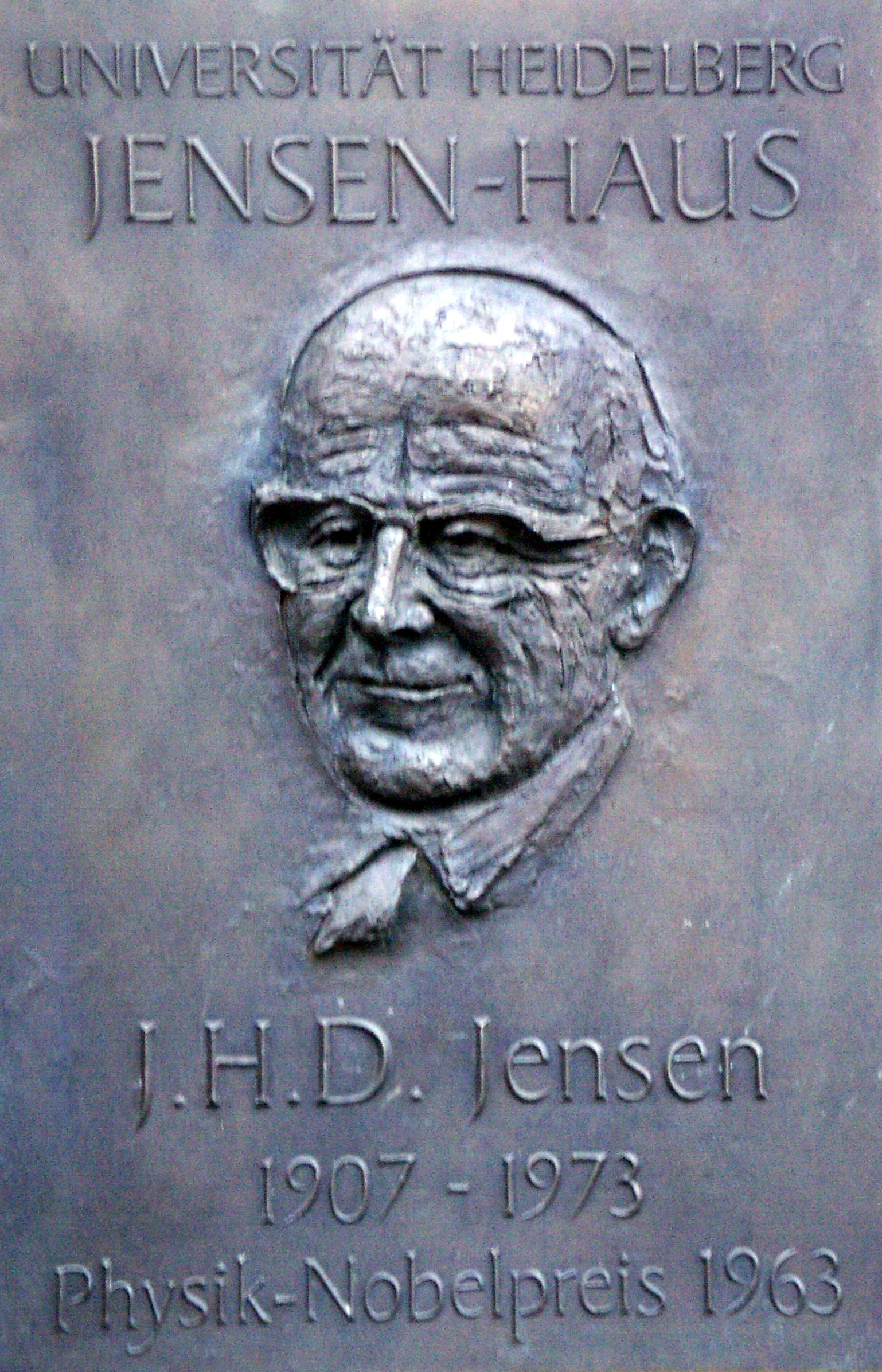
Jensen emléktáblája a Heidelbergi Egyetem Elméleti Fizikai Intézetében

Johannes Hans Daniel Jensen (Hamburg, 1907. június 25. – Heidelberg, 1973. február 11.) német atomfizikus.

## Életpálya
1926–1931 között Freiburgban és a Hamburgban tanult fizikát, matematikát, fizikai kémiát és filozófiát. 1932-ben a Hamburgi Egyetemen szerzett doktori fokozatot, 1937-től ugyanitt magántanár, 1941-től rendkívüli, majd 1949-től rendes tanár. 1946-ban a Heidelbergi Egyetemen lett professzor. A második világháború alatt a német nukleáris energia program (Urán Klub) egyik tagja. Centrifugákat fejlesztett az izotópok szétválasztására. Több egyetem vendégprofesszora volt.

## Kutatási területei
Önállóan kidolgozta az atommagok héjmodelljét. 

## Írásai
1955-ben Maria Goeppert-Mayerrel közösen írtak könyvet a héjmodellről. 

## Szakmai sikerek
- 1947-ben tiszteletbeli professzor lett a Hamburgi Egyetemen,
- 1963-ban Maria Goeppert-Mayer társaságában a fizikai Nobel-díj felét kapták a nukleáris héjmodell kidolgozásáért, a másik felét Wigner Jenő kapta a nukleáris és részecskefizika, különösen az alkalmazási szimmetria alapvető elveinek meghatározásáért.
- 1964-ben díszdoktora lett a Hannoveri Egyetemnek
- 1969-ben díszpolgár Fort Lauderdaleben, (Florida),